# 홍순봉
홍순봉(洪淳鳳, 일본식 이름: 大村裕造오무라 유조, 1898년 4월 14일 ~ ?)은 일제강점기의 경찰 겸 만주국 관료이자 대한민국의 경찰이다. 본적은 평안남도 대동군 남형제산면이다.

## 생애
1916년부터 1919년까지 남형제산 면서기와 서천면 수석 서기를 역임했다. 1919년에 평안남도 경무부에서 시행한 순사시험에 합격한 뒤부터 평안남도 평양경찰서 위생계 내근 순사로 근무했다. 1921년에는 순사부장 시험에 수석 합격했으며 1922년에 실시된 경부시험에 합격한 뒤부터 평양경찰서 순사부장을 역임했다.
1924년부터 1935년까지 평안남도 경찰부 경무과 경부보(1924년 ~ 1926년), 평안남도 경찰부 용강경찰서 경부보(1927년 ~ 1928년), 평안북도 경찰부 신의주경찰서 경부보(1929년 ~ 1930년), 평안북도 경찰부 위원경찰서 경부보(1931년), 평안북도 경찰부 초산경찰서 경부(1932년 ~ 1935년 1월 10일)를 역임했다. 특히 평안북도 경부로 재직 중이던 1931년에 일어난 만주사변 시기에는 국경 제1선에서 항일 운동 세력을 진압하는 한편 일본군의 군수품 수송 지원, 피난민 구호, 국방헌금 및 애국기 헌납 등에 협조했다.
1934년 3월 1일에는 만주 사변에 적극 협력한 공로를 인정받아 만주국 정부로부터 만주국 건국공로장을 받았으며 1934년 4월 29일에는 일본 정부로부터 만주 사변 종군기장을 받았다. 1935년에 만주로 이주한 뒤부터 만주국 경찰로 근무했고 만주국 빈장 성(빈강성) 속관, 규화고장(1935년 ~ 1937년), 젠다오 성(간도성) 경무청 사무관, 특고고장 겸 보안고장(1937년), 젠다오 성(간도성) 경무청 사무관 겸 경정(1939년 7월 27일)을 역임했다.
1941년 7월 1일부터 1943년 9월까지 젠다오 성(간도성) 경무청 이사관 겸 쓰핑 성(사평성) 경무청 보안과장을 역임했다. 1939년 12월 20일에는 항일 운동 세력 탄압을 목적으로 조직된 단체인 간도성 의용자위단 결성식에 참여했고 1941년 2월에는 협화운동 단체인 흥아청년구락부를 결성했다. 이러한 행적으로 인해 민족문제연구소의 친일인명사전 수록자 명단의 경찰 부문과 해외 부문, 친일반민족행위진상규명위원회가 발표한 친일반민족행위 705인 명단에 포함되었다.
1943년 10월 1일부터 1945년 7월까지 만주국 중앙고등경찰학교 교관 겸 연구원을 역임하는 동안 일본인 간부들을 상대로 만주국 형법과 행정법에 대한 강의를 여는 한편 저서 《만주국형법총론》을 집필했다. 1945년 7월부터 1945년 8월 15일 광복 때까지 만주국 국무원 총무청 홍보처 참사관을 역임했으며 광복 이후인 1952년 3월 18일부터 5월 25일까지 제6대 대한민국 치안국장을 역임했다.

## 참고 자료
- 친일반민족행위진상규명위원회 (2009). 〈홍순봉〉. 《친일반민족행위진상규명 보고서 Ⅳ-19》. 서울. 508~520쪽.